# Scsetyinyina Julija
Scsetyinyina Julija (oroszul: Юлия Щетинина, angol nyelvterületen: Ioulia Chtchetinina (Nyizsnyij Novgorod, 1995. december 24. –) oroszországi születésű műkorcsolyázó, aki 2019-től 2022-ig Magyar Márkkal együtt magyar színekben versenyzett páros műkorcsolyában.

## Élete
Hat és fél hónapos koraszülöttként jött a világra. Emiatt koordinációs és egyensúlyi problémákkal küzdött. Orvosai tanácsára kezdett korcsolyázni. Hároméves volt, amikor a családjával együtt Svájcba költözött. Egyéni versenyzőként utánpótlás válogatott kerettag volt, de világversenyre nem jutott el. 19 évesen váltott a páros versenyágra.
Első párja a műkorcsolyázásban a svájci Noah Scherer volt, akivel 2015 és 2017. május között versenyzett. A 2017-2018-as szezonban Mikhail Akulovval indult párban. 
2019-től a magyar Magyar Márkkal versenyez. A 2020-as Európa-bajnokságon 10. helyen zártak. A 2021-es világbajnokságon Stockholmban tizennegyedikként végeztek, s ezzel olimpiai kvótához jutottak. A 2022-es Európa-bajnokságon hatodik helyezést szereztek. A 2022. évi téli olimpiai játékok magyar csapatának versenyzői voltak, de Pekingbe érkezésükkor Magyar Márk koronavírustesztjei pozitívak lettek, így a páros nem indulhatott a versenyen. Az olimpia után a vb-n nem indultak és Magyar a pályafutását is befejezte.

## Díjai, elismerései
- Az év magyar műkorcsolyázója (páros): 2020 (Magyar Márkkal),[13] 2021, (Magyar Márkkal)[14] 2022[15]